# Santa Magdalena de Mucoró
Santa Magdalena antigament Santa Magdalena de Mucoró és una ermita abandonada al terme municipal de Móra d'Ebre a uns set quilòmetres al nord-oest del nucli urbà de Móra d'Ebre, amb accés des del camí del Repetidor, prop del mas del Peixer. de Móra d'Ebre (Ribera d'Ebre) protegit com a bé cultural d'interès local.

## Arquitectura
Església rehabilitada formada per una sola nau rectangular amb la capçalera carrada orientada a llevant. La nau conserva un total de quatre arcs diafragmàtics originals, més l'arrencament d'un cinquè. Són arcs apuntats, amb un angle molt obert, i estan bastits amb lloses de pedra col·locades a plec de llibre. Aquests arcs sostenen la coberta de dos vessants de fusta, que ha estat completament restituïda, de la mateixa manera que l'alçat dels murs perimetrals del temple.

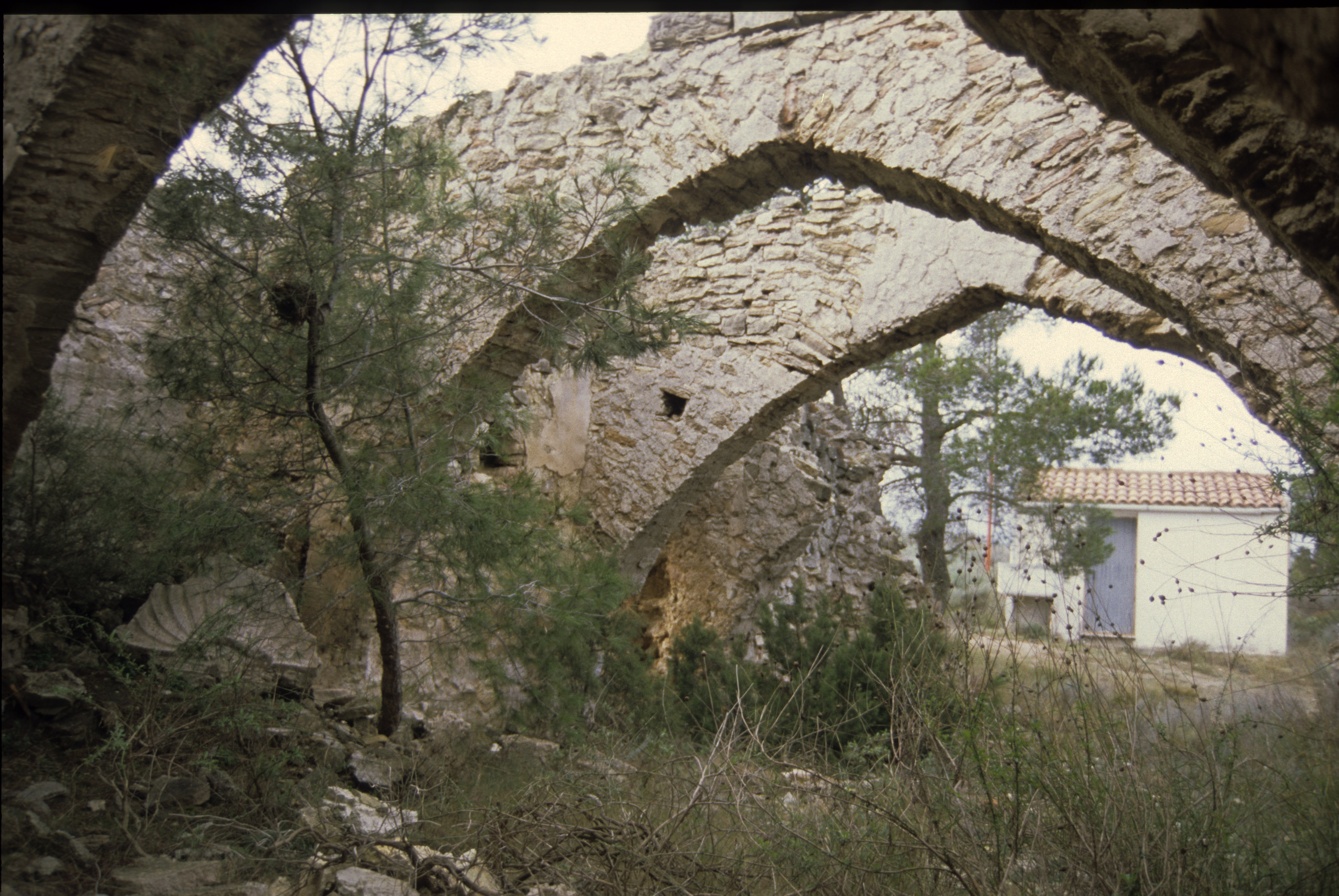
Interior de l'ermita l'any 1997

L'ara d'altar és de pedra i el paviment interior de rajola, completament nou. La porta d'accés a l'interior està situada al mur de tramuntana. Es tracta d'un portal d'arc de mig punt bastit amb lloses disposades a sardinell, probablement restituïda. L'altra gran obertura, de nova planta, està situada al mur de ponent. Es tracta d'un gran finestral d'arc rebaixat bastit en pedra desbastada disposada a sardinell. Al mur de migdia hi ha tres contraforts de reforç bastits en formigó.
La construcció original, localitzada a la part inferior dels paraments perimetrals, està bastida en lloses i pedra desbastada, lligada amb morter de calç i disposada irregularment. En determinats punts s'observa la disposició d'aquestes lloses en opus spicatum. La rehabilitació d'aquests paraments presenta pedra desbastada de diverses mides, disposada de manera més o menys regulars.

## Història
L'any 1153, Ramon Berenguer IV, va donar a l'orde del Temple aquest lloc juntament amb el castell de Miravet. L'any 1252, Alamanda d'Entença va cedir el lloc de Santa Magdalena de Mucoró al mestre i frares de la Santíssima Trinitat; malgrat l'establiment de la comunitat trinitària, el lloc pertanyia als templers. És probable que Santa Magdalena fos construïda a mitjans del segle xiii, just en el moment d'establir-s'hi els trinitaris.
L'any 1505 es té notícia que hi vivia un ermita anomenat Gabriel Pellicer. El 1598 els trinitaris van vendre Mucoró a un metge anomenat Guillem Montagut.
L'ermita va ser abandonada el segle xviii perquè l'any 1743, l'ardiaca de Corbera i paborde de la seu de Tortosa, Fèlix Clua deixà en testament diners per construir una ermita nova al peu de la muntanya.
La torre de guaita que tenia al costat, va ser destruïda en el segle XX per instal·lar-hi l'emissora de repetició de Ràdio Móra d'Ebre. Darrerament l'associació Ràdio Móra d'Ebre ha dut a terme les tasques de consolidació de les restes de l'ermita.